# Cis tauriensis
Cis tauriensis is een keversoort uit de familie houtzwamkevers (Ciidae). De wetenschappelijke naam van de soort werd in 2002 gepubliceerd door Królik.